# Pistolet Thompson Competition
Thompson Competition – produkowany przez firmę Auto-Ordnance sportowy pistolet samopowtarzalny. Konstrukcja tej broni jest wzorowana na pistolecie Colt M1911. Podstawowymi zmianami jest wyposażenie pistoletu w trójkomorowy kompensator pełniący rolę osłabiacza podrzutu i odrzutu, kurek i spust szkieletowy, dźwignię bezpiecznika chwytowego z powiększoną osłoną dłoni (tzw. ogonem bobra), oraz powiększenie dźwigni bezpiecznika.